# Folkvald
Folkvald eller folkrepresentant är den som i ett demokratiskt samhälle väljs av enskilda röstberättigad medborgare, för att arbeta som behörig lagstiftare och kontrollmakt med politiska spörsmål.
Exempel på folkvald svensk lagstiftare och kontrollmakt är partiorgan, som nominerat ledamöter till en styrelse, utskott eller nämnd, i EU-parlamentet, Sveriges riksdag, region, landsting eller kommun.